# Altar der Victoria (Köln)

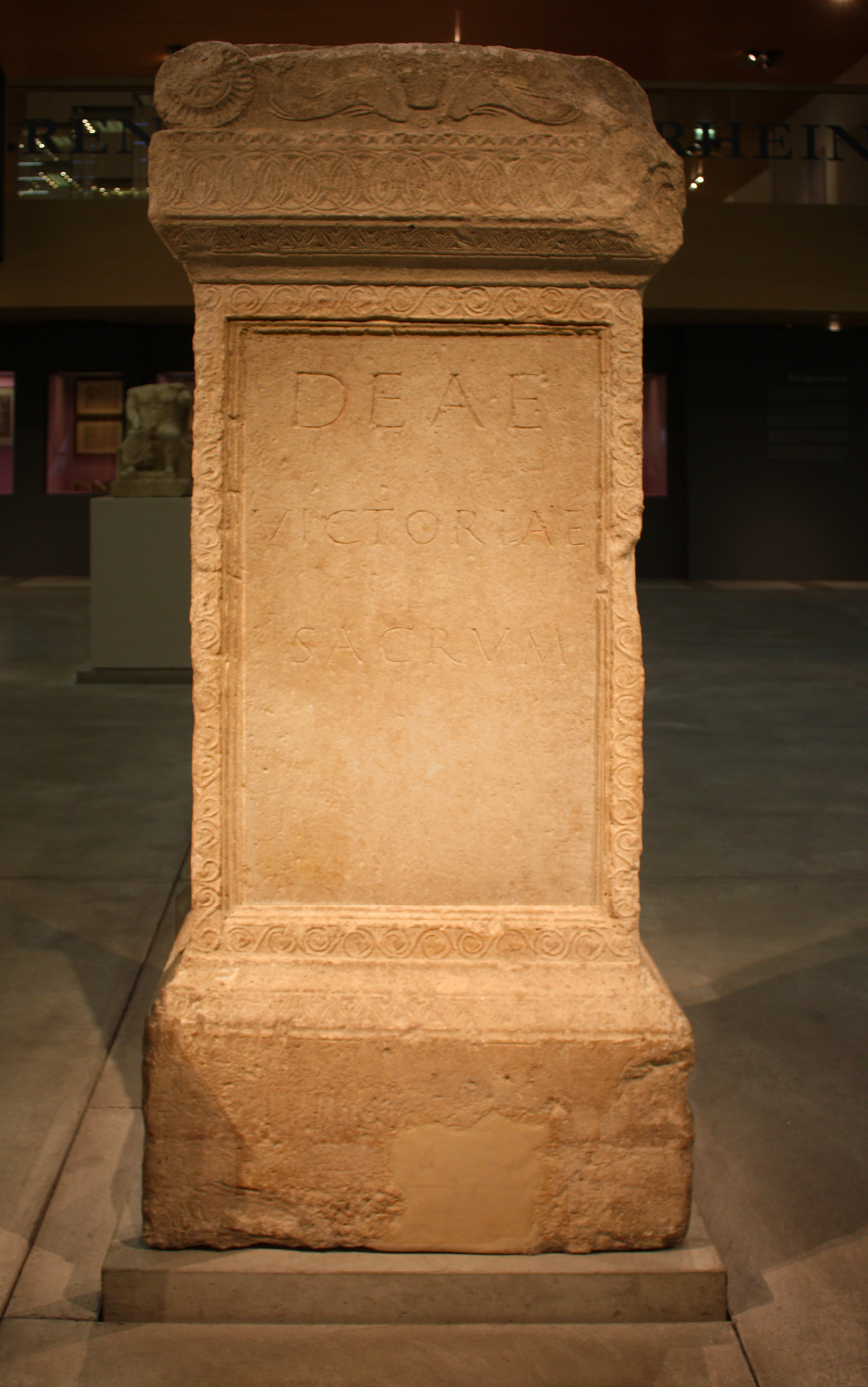
Altarstein der römischen Siegesgöttin Victoria, 1. Hälfte des 3. Jahrhunderts n. Chr.

Der Altar der Victoria war ein zu Ehren der römischen Siegesgöttin gestiftetes Weihgeschenk, das im 3. Jahrhundert in der Nähe des südlich der damaligen Stadt Colonia Claudia Ara Agrippinensium, des heutigen Köln, gelegenen Geländes des Flottenkastells Alteburg errichtet worden war.

## Religiöses Umfeld des Altars
Die Römer fanden bei der Besetzung der niederrheinischen Region, der Germania inferior, ein erschlossenes, ländlich besiedeltes Gebiet vor. Die folgende Einbindung in das Römische Reich brachte der einheimischen Bevölkerung rasche Veränderungen, die sich auf fast alle Bereiche des Lebens auswirkten. Die bis dahin verehrten Gottheiten behielten vorerst neben denen der römischen Mythologie, die in der Victoria die vergöttlichte Personifikation des Sieges, die Schutzgöttin des römischen Kaisers und jungfräuliche Hüterin des Reiches manifestiert sah, für die einheimische Bevölkerung ihren kultischen Wert.

## Ursprünglicher Standort des Weihesteines
Schon früh waren im Vorfeld großer Städte die Vici genannten kleineren Ansiedlungen entstanden. Diese „Vici“ bildeten sich an den wichtigen Kreuzungen und Flussübergängen der von den römischen Eroberern erbauten Fern- und Heerstraßen, zumeist jedoch als Vorstädte der Militärlager, in denen die der Armee folgenden Zivilisten lebten. Man bezeichnet diese Art Ansiedlungen als Canabae legionis oder auch als Kastellvici, abhängig davon, ob sie sich neben einem Legionslager oder einem Hilfstruppenkastell befanden, so auch etwa drei Kilometer außerhalb der Provinzhauptstadt Niedergermaniens, der CCAA, wo die Römer auf einer hochwassersicheren Anhöhe am Rheinufer einen Stützpunkt der kaiserlichen Flotte Classis Germanica errichtet hatten.
Der dem Flottenkastell vorgelagerte Vicus war im Vergleich zu anderen die größte dieser Ansiedlungen, gefolgt von dem am umfassendsten erforschten „Vicus Bonn“ und dem kleinsten, dem „Vicus Xanten“.
Aus diesem Gelände, die Quelle verwendet als Angabe des Fundortes die Wendung „bei dem römischen Flottenlager“, stammt der in die 1. Hälfte des 3. Jahrhunderts datierte, zu Ehren der Siegesgöttin Victoria errichtete Altar.
Seitenansichten des Altars

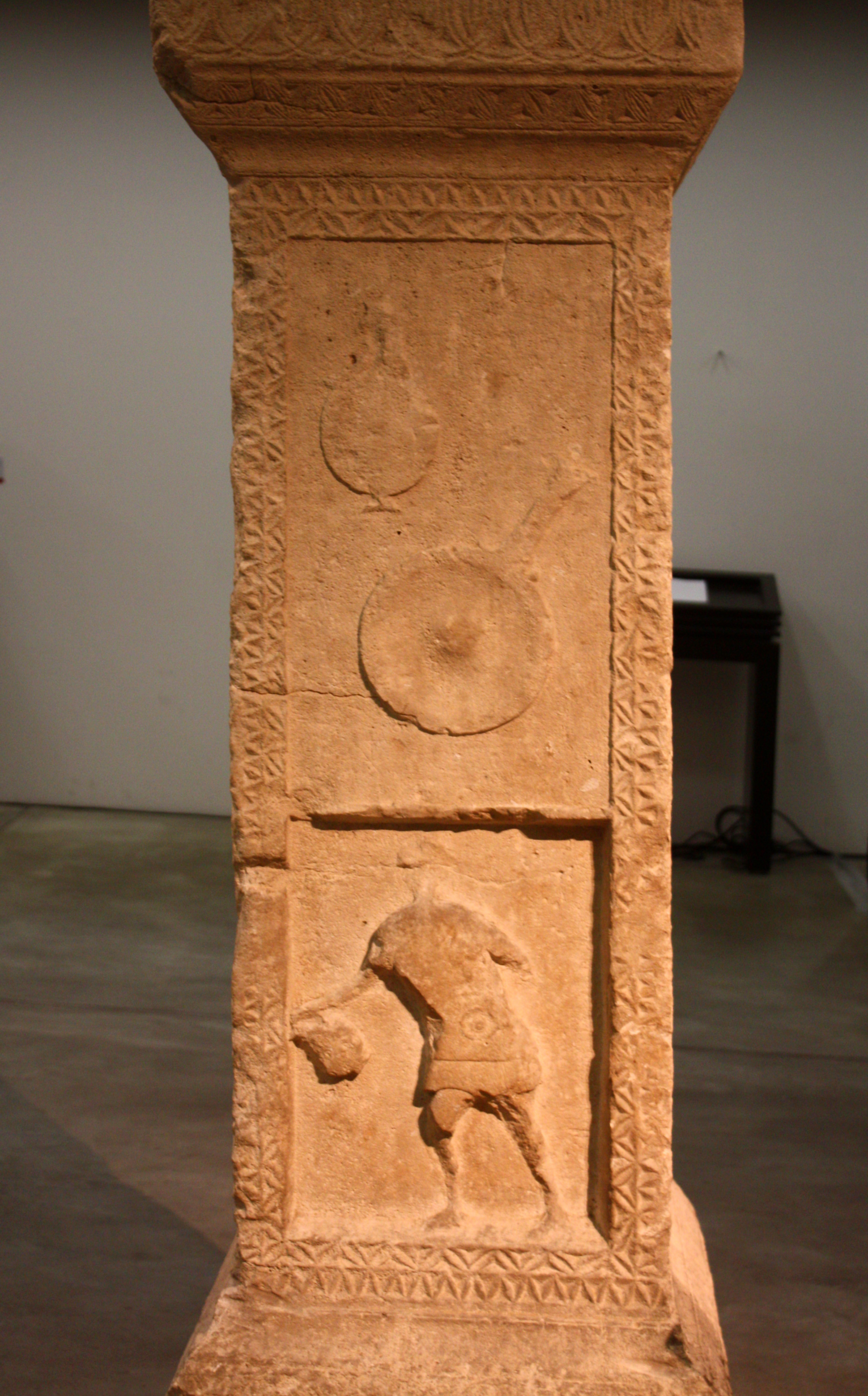
Gesamtansicht links
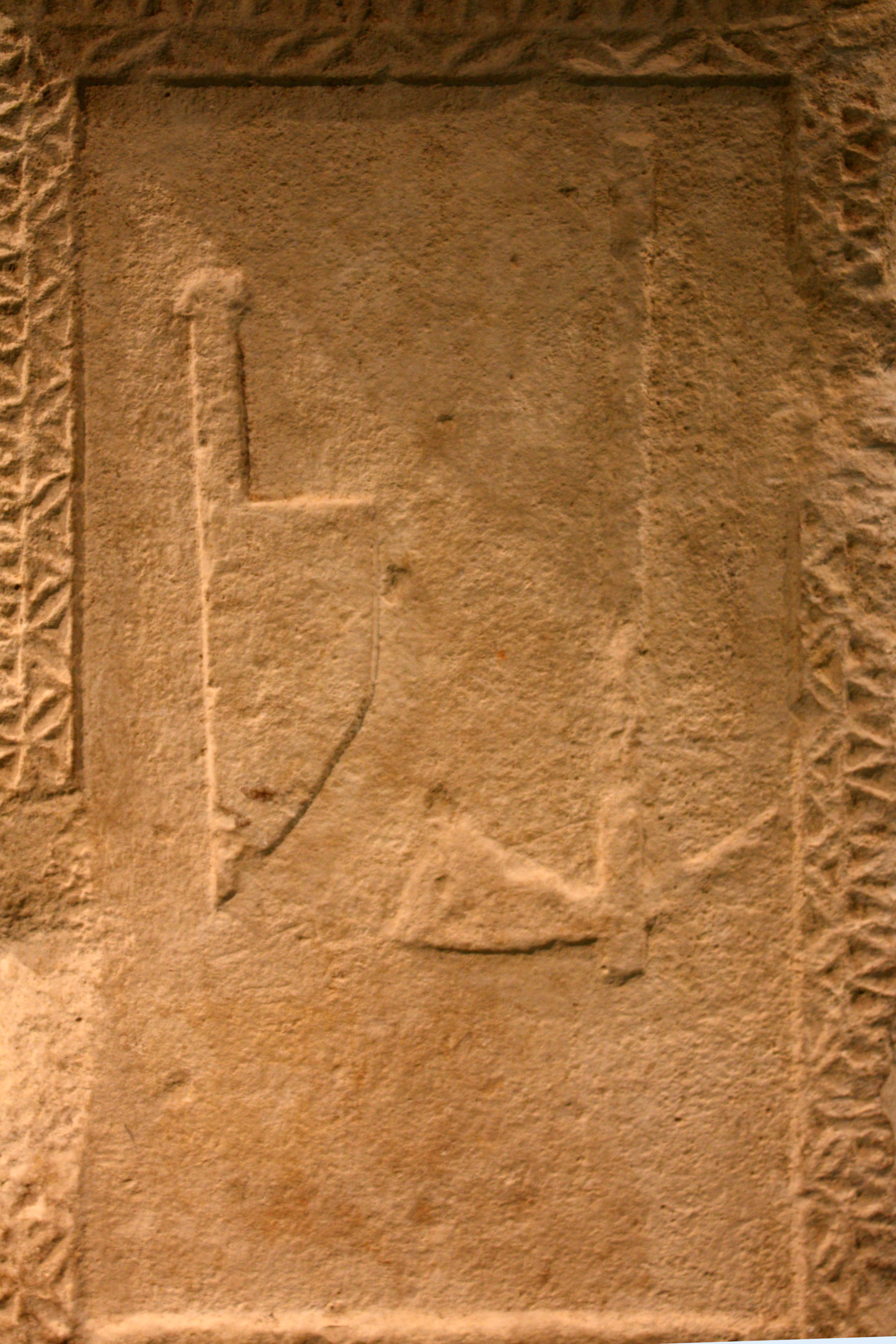
Rechts oben
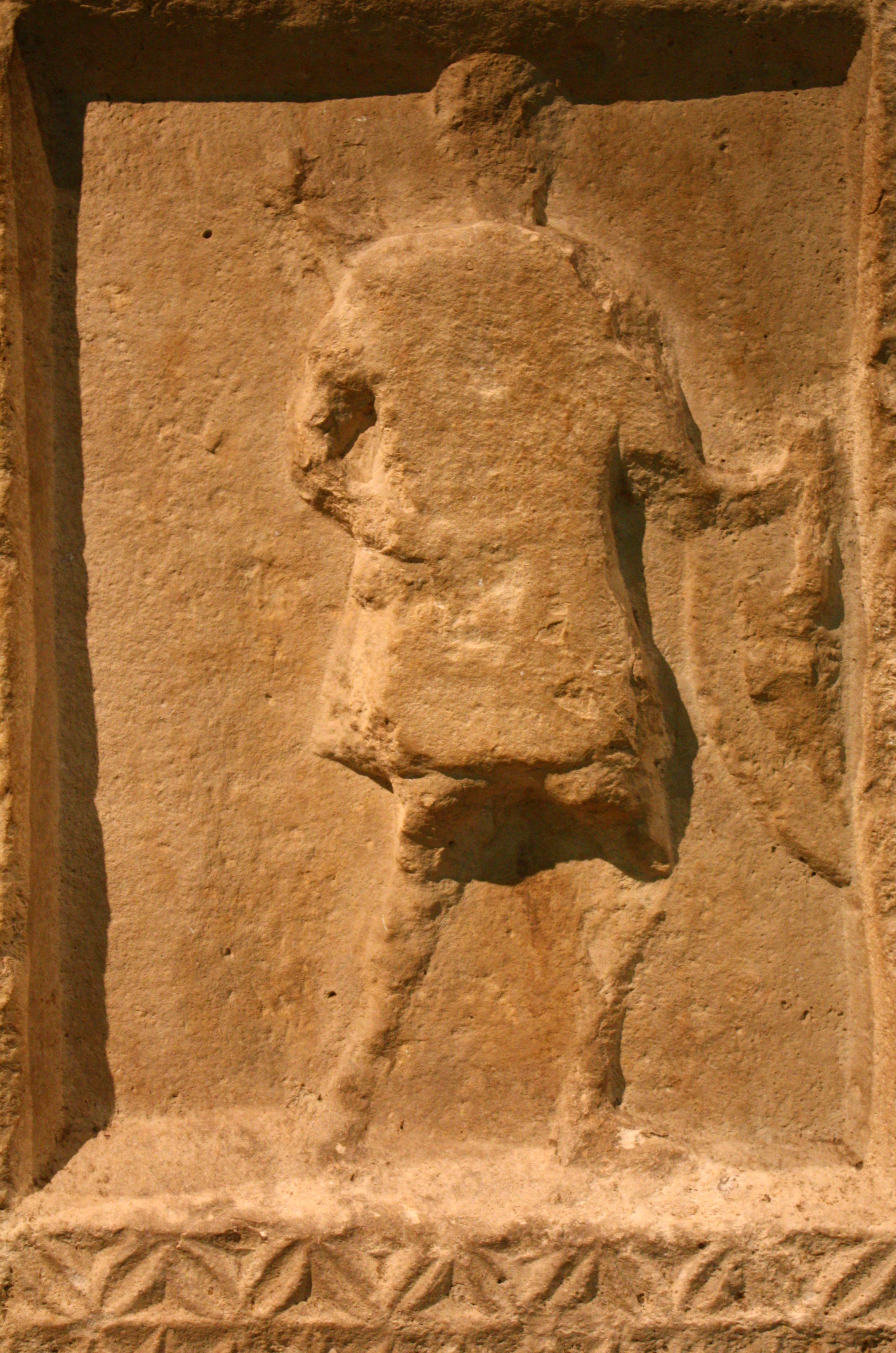
Rechts unten
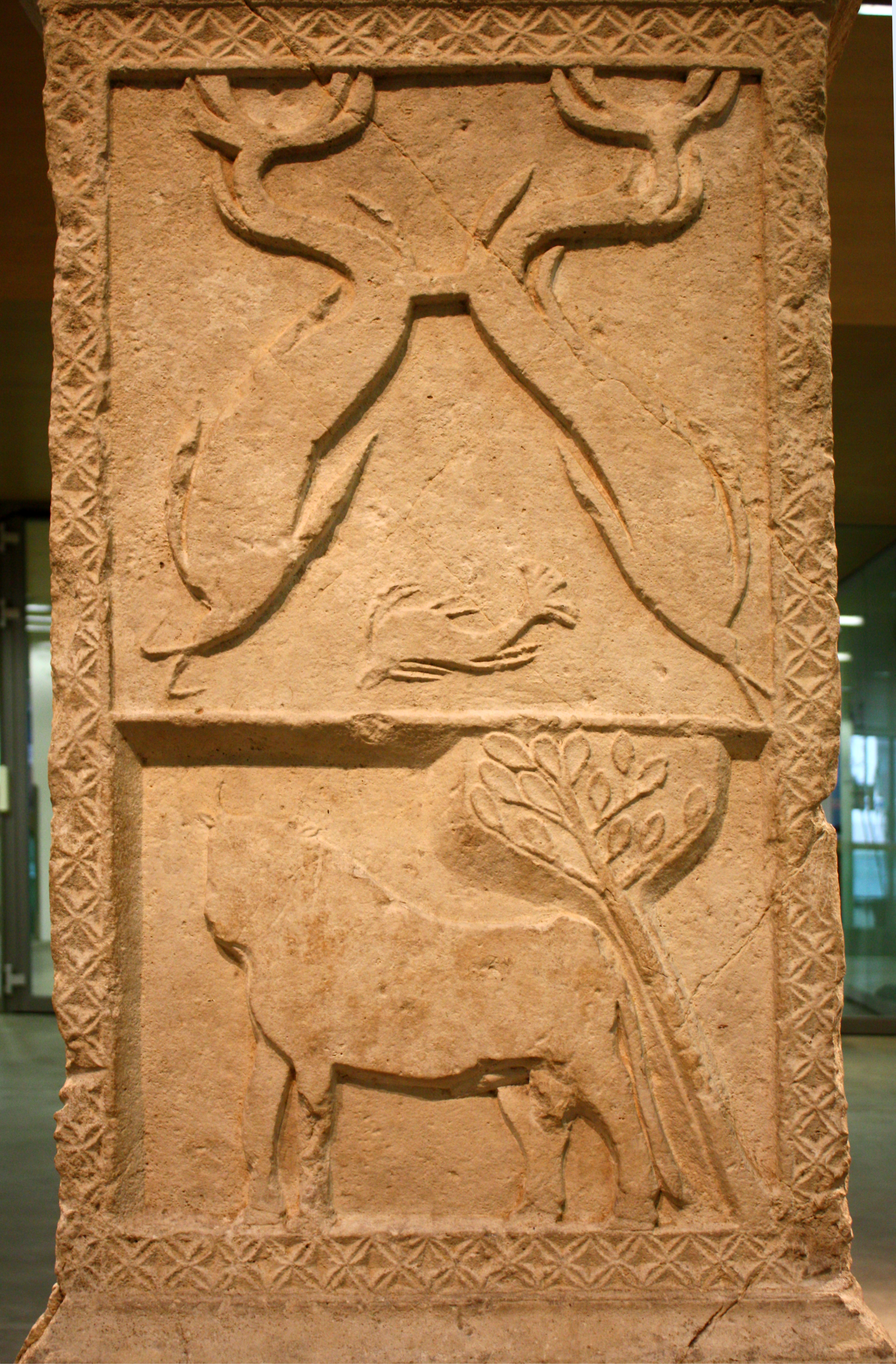
Symbolhafte Delphine

## Beschreibung
Der 220 cm hohe und annähernd im Quadrat 74 cm breite Altarstein ist aufgrund seiner schlanken Form und seiner allseitig eingearbeiteten Reliefs, seiner Kerbschrift und Ornamentik im Rheinland einzigartig. Er wurde wohl als Dank für die Erfüllung einer Bitte gestiftet und war möglicherweise die Auftragsarbeit eines hochrangigen Angehörigen des Stützpunktes, der sie durch einen von Ort zu Ort ziehenden Steinmetzen schaffen ließ. Auftraggeber und Handwerker sind unbekannt. Die Inschrift auf der Frontseite des Steines lautet:
Deae | Victoriae | sacrum („der Göttin Victoria heilig“)
Über der Inschrift ist ein von zwei kleinen Delphinen eingefasster Stierkopf abgebildet. Die Wahl der Bildmotive lässt auf einen Angehörigen der Flotte schließen, der einen Sieg des Kaisers oder der Flotte zum Anlass nahm, der Göttin einen Altar zu stiften. Auch die Rückseite des Altars gibt zwei größere Delphine wieder, die einen kleineren beschützend begleiten. Es wurde vermutet, dass die größeren Delphine die kaiserliche Flotte symbolisieren, die die Rheinflotte beschützt.
Auf der Altarrückseite ist weiterhin ein Stier mit einem sich neigenden Baum abgebildet, während auf den Seiten in je zwei Bildfeldern Opfergegenstände und Personen im Relief dargestellt werden. Zu erkennen sind in einem der oberen Felder eine Opferaxt, bipennis, und ein Opfermesser, secespita; darunter sieht man einen Opferdiener, popa victimarius, mit Tunika und Sandalen bekleidet, der in jeder Hand eins der Instrumente hält. Auf der gegenüberliegenden Seite sind im oberen Feld Gerätschaften für eine Libation mit Spendenkanne und Spendenschale, patera oder simpulum, dargestellt, darunter wieder ein Opferdiener, der beide Gegenstände in Händen hält. Gerahmt werden die Seiten des Altars von einem lesbischen Kymation, während die Front von einem aus Wein- oder Efeublättern gebildeten Laufenden Hund gefasst wird.

## Geschichte des Altarsteins seit der Renaissance

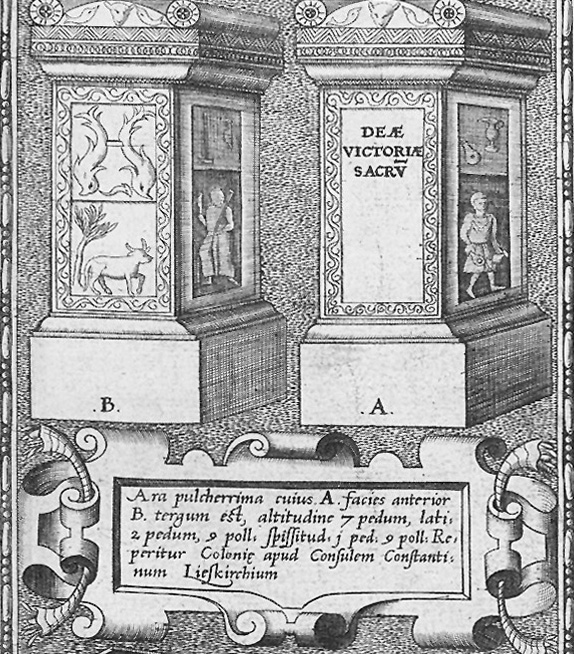
Detailzeichnungen, von Mercator als „antiquitates Coloniae“ bezeichnet, umranden den Kölner Stadtplan; Teile der Bildwerke des Altars wurden von Mercator irrtümlich spiegelverkehrt abgedruckt, das M von SACRUM wurde durch einen Auslassungsstrich ersetzt

Zu den konfessionellen, gesellschaftlichen und kulturellen Veränderungen der Renaissance gehörte auch ein wiederentdecktes Interesse an der antiken Kunst. Auf diese richtete ihre Aufmerksamkeit auch die aus Burgund stammende Familie des Juwelenhändlers Haquene(a)y, die seit dem 15. Jahrhundert in Köln ansässig war. Die Brüder Nikasius († 1518) und Georg († 1523) standen in Diensten der Habsburger Dynastie unter Kaiser Maximilian. Sie wurden 1498 in den Reichsritterstand erhoben und 1502 zu Pfalzgrafen ernannt. In der von Nicasius angelegten Sammlung Kölner Altertümer befand sich auch der Altar der Victoria, der mit der kompletten Sammlung als Erbe an seine Nichte Elisabeth ging, die 1540 die Frau des Constantin von Lyskirchen geworden war.
Die sorgsam gehorteten Altertümer, zumeist Fundstücke der kölnischen Römerzeit, zeigten das schon zu dieser Zeit vorhandene Bestreben einzelner Persönlichkeiten, der Nachwelt – ganz in der Art des späteren Kunstsammlers Ferdinand Franz Wallraf – Zeugnisse der städtischen Geschichte durch Sammlungen zu erhalten. Schon 1570 wurden die Sammlungen Lyskirchens und anderer Kölner Sammler als Auftragsarbeit des Rates dokumentiert durch den Kupferstecher Arnold Mercator, der seine Kölner Stadtansicht von 1570 außer mit dem Altar der Victoria auch mit etlichen weiteren der antiken Sammlerstücke illustrierte.
Von der Familie Lyskirchen ging der Victoria-Altar in den Besitz des Grafen Manderscheid-Blankenheim auf Schloss Blankenheim über. Von dort gelangte er 1806, nach Bemühungen Wallrafs, an dessen Sammlerfreund Franz Pick nach Bonn, der ihn mit der Auflage, ihn am Remigiusplatz aufzustellen, im Jahr 1809 der Stadt schenkte. Später gelangte er in die Sammlung des Vorgängerinstituts des heutigen Rheinischen Landesmuseums Bonn, wo er bis jetzt seinen Platz findet.